# Nacional Ricardo Lyon
El clásico Nacional Ricardo Lyon es una carrera de la hípica chilena de Grupo I, que se disputa anualmente en el Club Hípico de Santiago. Se disputa desde 1925, es la primera carrera donde machos y hembras de la actual generación 3 años, corren juntos y es la tercera etapa de la Cuádruple Corona del Club Hípico. Se considera la antesala de la máxima prueba de la hípica nacional Clásico El Ensayo. Suele disputarse entre finales de septiembre o a principios del mes de octubre de cada año. El nombre del clásico, honra a Ricardo Lyon Pérez, político y criador de caballos.

## Récords
Récord de la distancia: 
- Bamburi (2008), 2.000 con 1:58.00

Preparador con más triunfos
- 11 - Juan Cavieres A. (1981, 1983, 1985, 1986, 1987, 1997, 1999, 2000, 2001, 2004, 2006)

Criador con más triunfos
- 11 - Haras Matancilla (1981, 1983, 1985, 1986, 1987, 1988, 1992, 1999, 2007, 2009, 2012)

Jinete con más triunfos
- 6 - Fernando Diaz T. (1982, 1985, 1987, 1991, 1992, 2010)
- 6 - Luis Torres Ch. (1993, 1994, 1997, 1999, 2000, 2001)

## Ganadores del Nacional Ricardo Lyon
Los siguientes son los ganadores del clásico desde 1980.
| Año  | Caballo           | Jinete             | Preparador           | Stud                 | Haras                  | Tiempo  |
| ---- | ----------------- | ------------------ | -------------------- | -------------------- | ---------------------- | ------- |
| 1980 | Maipón            | Roberto Pérez      | Álvaro Breque V.     | Haras Dadinco        | Dadinco                | 1.59.02 |
| 1981 | Marimbula         | Sergio Vásquez     | Juan Cavieres A.     | Matancilla           | Matancilla             | 2.01.03 |
| 1982 | Parangón          | Fernando Díaz      | Alonso Carreño F.    | Pucudegua            | Pucudegua              | 1.59.01 |
| 1983 | Lonquimay         | Sergio Vásquez     | Juan Cavieres A.     | Matancilla           | Matancilla             | 2.00.03 |
| 1984 | Mayer             | Luis Muñoz         | Samuel Fuentes P.    | Santa Amelia         | Santa Amelia           | 2.01.04 |
| 1985 | María Fumata      | Fernando Díaz      | Juan Cavieres A.     | Stone Farm           | Matancilla             | 1.58.03 |
| 1986 | Guardiola         | Roberto Pérez      | Juan Cavieres A.     | Matancilla           | Matancilla             | 2.02.01 |
| 1987 | Esmalte           | Fernando Díaz      | Juan Cavieres A.     | Choapa               | Matancilla             | 2.01.03 |
| 1988 | María Candela     | Gustavo Barrera    | Pedro Medina Ch.     | Matancilla           | Matancilla             | 2.00.02 |
| 1989 | Grillita          | Sergio Azócar      | Óscar González G.    | Baracaldo            | Gustavo Braun R.       | 2.02.01 |
| 1990 | Wolf              | Luis Muñoz         | José T. Allende F.   | Santa Amelia         | Santa Amelia           | 1.59.04 |
| 1991 | Mendeliana        | Fernando Díaz      | Teófilo Jacial A.    | Constanza            | María Pinto            | 2.00.04 |
| 1992 | Bisbalense        | Fernando Díaz      | Delfín Bernal G.     | Maverick             | Matancilla             | 2.00.04 |
| 1993 | Old Spice         | Luis Torres        | Jorge Inda G.        | Ruta                 | Figurón.               | 1.59.01 |
| 1994 | Patio de Naranjos | Luis Torres        | Alfredo Bagú R.      | Nadia                | Santa Olga             | 2.02.01 |
| 1995 | Rue Cambon        | Anyelo Rivera      | Alfredo Bagú R.      | Haras Sumaya         | Figurón                | 2.02.00 |
| 1996 | Jaque Mate        | Juan Hermosilla    | Delfín Bernal G.     | Inesita              | Santa Inés             | 2.00.01 |
| 1997 | Nazarita          | Luis Torres        | Juan Cavieres A.     | Perla Dorada         | Porta Pía              | 2.01.00 |
| 1998 | Le Grand Duc      | Mauricio Figueroa  | Alfredo Bagú R.      | Viejo Perro          | Mocito Guapo           | 1.59.00 |
| 1999 | Crystal House     | Luis Torres        | Juan Cavieres A.     | El Cedro             | Matancilla             | 1.55.02 |
| 2000 | Penamacor         | Luis Torres        | Juan Cavieres A.     | Guha                 | De Pirque              | 1.59.02 |
| 2001 | Lhiz              | Luis Torres        | Juan Cavieres A.     | Jockey               | Jockey                 | 1.57.04 |
| 2002 | Perfect Storm     | Manuel Martínez    | Oliverio Martínez L. | Viejo Perro          | Santa Amelia           | 1.58.02 |
| 2003 | Us Open           | Richard Castillo   | José Inda D.         | Chicago              | Mocito Guapo           | 1.58.02 |
| 2004 | We Can Seek       | David Sánchez      | Juan Cavieres A.     | Vendaval             | Paso Nevado            | 1.59.85 |
| 2005 | El Cumbres        | David Sánchez      | Oliverio Martínez L. | Viejo Perro          | Santa Marta            | 1.59.07 |
| 2006 | Kossimo           | David Sánchez      | Juan Cavieres A.     | Vendaval             | Paso Nevado            | 1.59.27 |
| 2007 | Diana Cazadora    | David Sánchez      | Ernesto Inda S.      | Dianne 97            | Matancilla             | 1.58.79 |
| 2008 | Bamburi           | Hector I. Berríos  | Patricio Baeza A.    | Zarabique            | Paso Nevado            | 1.58.00 |
| 2009 | Belle Watling     | Héctor I. Berríos  | Patricio Baeza A.    | Don Theo             | Matancilla             | 1.58.29 |
| 2010 | El Farrero        | Fernando Díaz      | Jorge Inda M.        | Masaiva              | Paso Nevado            | 1.58.40 |
| 2011 | Omayad            | Óscar Ulloa        | Jorge Inda M.        | Haras Sumaya         | Sumaya                 | 1.56.00 |
| 2012 | Califat           | David Sánchez      | Jorge Inda M.        | Filipino             | Matancilla             | 1.58.47 |
| 2013 | Knockout          | Alejandro Maureira | Patricio Baeza A.    | Quinchao             | Paso Nevado            | 1.57.19 |
| 2014 | Il Campione       | Héctor I. Berríos  | Sergio Inda M.       | Alvidal              | Paso Nevado            | 1.56.77 |
| 2015 | Candy Sun         | Héctor I. Berríos  | Luis Catena C.       | Granadilla           | Las Araucarias         | 1.58.06 |
| 2016 | Brillo de Sol     | Rafael Cisternas   | Patricio Baeza A.    | Laguna Blanca        | Don Alberto            | 1.57.99 |
| 2017 | Robert Bruce      | Jorge A. González  | Patricio Baeza A.    | Haras Convento Viejo | Convento Viejo         | 2.00.37 |
| 2018 | Cambridge         | Pedro Robles       | Jorge A. Inda D.     | Doña Eliana          | Don Alberto            | 1.58.87 |
| 2019 | Look Pen          | Gonzalo Ulloa      | Patricio Baeza A.    | Identic              | Agrícola Taomina Ltda. | 1.58.75 |
| 2020 | Breakpoint        | Kevin Espina       | Patricio Baeza A.    | R.T.                 | Don Alberto            | 1.59.55 |
| 2021 | Y Nada Más        | Óscar Ulloa        | Patricio Baeza A.    | Haras Don Alberto    | Don Alberto            | 1.59.04 |
| 2022 | Racatán           | Kevin Espina       | Óscar Silva S.       | Vaquita Sabrosa      | Don Alberto            | 1.57.49 |
| 2023 | Kay Army          | Óscar Ulloa        | Patricio Baeza A.    | Identic              | Agrícola Taomina Ltda. | 1.59.89 |
| 2024 | Doña Clota        | Óscar Ulloa        | Patricio Baeza A.    | Doña Lili            | Don Alberto            | 1.59.43 |

## Última edición
El domingo 29 de septiembre de 2024. se disputó una edición más del "Nacional Ricardo Lyon". Se impuso la ejemplar  "Doña Clota" (hija de Iván Denisovich), derrotando a Lucky Red, en tercera posición se ubicó El Heredero, en cuarta posición se ubicó Lonwhite y la tabla la cerró Luca Paguro. Doña Clota fue conducida por Oscar Ulloa, quien sumó su segundo "nacional", es preparada por Patricio Baeza A. quien sumó su primera victoria en esta prueba, pertenece al stud Doña Lili y fue criada en el Haras Don Alberto.

## Jornada Nacional
El clásico Nacional Ricardo Lyon, se enmarca dentro de la jornada denominada Jornada Nacional, en la cual además de dicha prueba de grupo I, se disputan otros 5 clásicos para distintas categorías de finasangres.
- Clásico Nacional Milla Machos. 1.600 Metros, Clásico condicional para Machos de 3 años.
- Clásico Nacional Milla Hembras. 1.600 Metros, Clásico condicional para Hembras de 3 años.
- Clásico Nacional Machos y Hembras. 1.200 Metros, Clásico condicional para machos y Hembras de 3 años.
- Clásico Nacional Mayores. 1.800 Metros, Clásico Hándicap Libre, Caballos de 3 años y más.
- Clásico Nacional Velocistas. 1.000 Metros, Clásico Hándicap Libre, Caballos de 3 años y más.

Todos estos clásicos se disputan por Pista Número 1 de Pasto.